# Abdul Rwatubyaye
Abdul Rwatubyaye (Kigali, 23 ottobre 1996) è un calciatore ruandese, difensore del Brera Strumica e della nazionale ruandese.

## Caratteristiche tecniche
È un difensore centrale.

## Carriera

### Club
Ha esordito in MLS il 21 aprile 2019 disputando con lo Sporting K.C. l'incontro perso 4-1 contro il S.J. Earthquakes.

### Nazionale
Nel 2015 ha esordito nella nazionale ruandese.

## Palmarès

### Club

#### Competizioni nazionali
- Campionato ruandese: 4

APR: 2013-2014, 2014-2015, 2015-2016
Rayon Sports: 2018-2019
- Campionato macedone: 1

Shkupi: 2021-2022